# Австралийская олуша
Австрали́йская олу́ша (лат. Morus serrator) — морская птица из семейства олушевых. Внешне напоминает северную и капскую олушей. В семействе олушевых это самый южный гнездящийся вид. Вопреки своему названию австралийская олуша принадлежит скорее к фауне Новой Зеландии, чем к фауне Австралии. Большое число гнездовых колоний и отдельных особей находится в Новой Зеландии.

## Описание
Австралийская олуша достигает длины от 84 до 91 см. Длина крыльев от 44 до 48,5 см. Размах крыльев составляет от 170 до 200 см. Взрослые птицы весят от 2 до 2,8 кг.
Оперение тела половозрелых птиц преимущественно белое. Голова и шея жёлтые, причём желтизна птиц варьирует в зависимости от сезона и индивидуально. Крылья, кроющие и центральные перья хвоста чёрные. Клюв голубовато-серый, отделённый у своего основания чёрной, голой кожей от оперения головы. Глаза серые с синим глазным кольцом. Ноги чёрно-серые. Молодые птицы имеют преимущественно бурое оперение.

## Распространение
Австралийская олуша — это второй самый редкий вид олуш после олуши Абботта. Количество гнездящихся пар оценивается от 70 000 до 75 000. Область гнездования находится между 32°12’S и 46°36’S. 99 % мировой популяции гнездится, тем не менее, в зоне от 34° до 40°S. Как и оба родственных вида северная и капская олуши, австралийская олуша использует прохладные, но богатые питанием регионы моря.

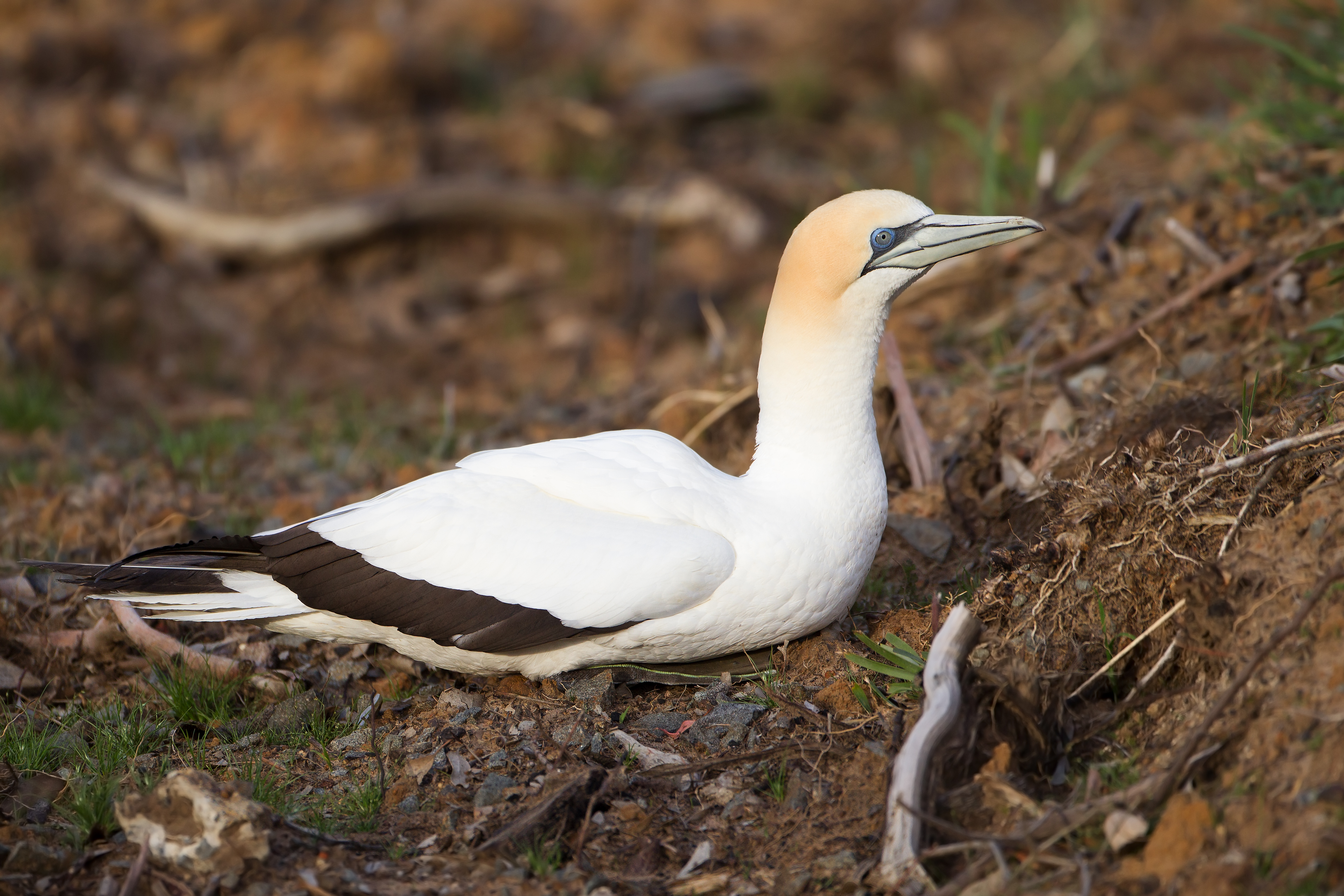

## Систематика
Орнитолог Брайан Нельсон предложил рассматривать капскую олушу, а также австралийскую олушу как аллопатричные виды супервида северной олуши. От капской олуши австралийская олуша отличается только несколько меньшим неоперившимся участком кожи вокруг глаз, более тёмной радужной оболочкой и чёрной окраски четырёх центральных перьев хвоста. Образование гибридов с капской олушей происходит редко.